# I. e. 51
Évszázadok: i. e. 2. század – i. e. 1. század – 1. század
Évtizedek: i. e. 100-as évek – i. e. 90-es évek – i. e. 80-as évek – i. e. 70-es évek – i. e. 60-as évek – i. e. 50-es évek – i. e. 40-es évek – i. e. 30-as évek – i. e. 20-as évek – i. e. 10-es évek – i. e. 1-es évek
Évek: i. e. 56 – i. e. 55 – i. e. 54 – i. e. 53 –  i. e. 52 – i. e. 51 – i. e. 50 – i. e. 49 – i. e. 48 – i. e. 47 – i. e. 46

## Események

### Róma
- Servius Sulpicius Rufust és Marcus Claudius Marcellust választják consulnak.
- A gall háborúban Caesar leveri a maradék ellenállást. Két légióval legyőzi a bituriges, majd a carnutes törzseket. Őszre az utolsó jelentős gall oppidum, Uxellodunum is elesik. A háború véget ér. A szenátus húsznapos hálaadás rendel el a tiszteletére.
- II. Oródész fiának, Pakorosznak a vezetésével nagy pártus sereg tör be Syriába és ostrom alá veszi Antiochiát, ahol Cassius védelemre rendezkedett be. A pártusok hamarosan feladják az ostromot és a vidéket fosztogatják. Cassius rájuk támad és legyőzi őket, mire a pártusok visszavonulnak.
- Cicero Cilicia kormányzója proconsuli minőségben. Takarékos kormányzása és a korábbi visszaélések kivizsgálása miatt népszerű a helyi lakosok körében. A pártusok syriai betörésekor két légióval Cassius védelmére siet és egy kisebb pártus lovassereget megfutamít.

### Egyiptom
- Meghal XII. Ptolemaiosz egyiptomi fáraó. A trónt társuralkodóként gyerekei, a 17 éves VII. Kleopátra és a 10 éves XIII. Ptolemaiosz öröklik.

### Kis-Ázsia
- Meghal II. Ariobarzanész, Kappadókia királya. Utóda fia, III. Ariobarzanész.

### Távol-Kelet
- Több évig tartó polgárháború után a hsziungnuk két részre szakadnak. Huhanje csanjü (király) aláveti magát a kínai császárnak, cserébe a katonai segítségért fivérével, Csicsi csanjüvel szemben.

## Születések
- Han Cseng-ti, kínai császár
- Publius Sulpicius Quirinius, római politikus

## Halálozások
- XII Ptolemaiosz Aulétész, egyiptomi fáraó
- II. Ariobarzanész, kappadókiai király
- Rodoszi Poszeidóniosz, görög filozófus

## Fordítás
- Ez a szócikk részben vagy egészben  a(z)   51 av. J.-C. című francia Wikipédia-szócikk ezen változatának fordításán alapul.  Az eredeti cikk szerkesztőit annak laptörténete sorolja fel. Ez a jelzés csupán a megfogalmazás eredetét és a szerzői jogokat jelzi, nem szolgál a cikkben szereplő információk forrásmegjelöléseként.